# Phymocythere phyma
Phymocythere phyma är en kräftdjursart som först beskrevs av Hobbs och Walton 1962.  Phymocythere phyma ingår i släktet Phymocythere och familjen Entocytheridae. Inga underarter finns listade i Catalogue of Life.